# Modellfüggő realizmus
A modellfüggő realizmus a tudományos megismerés elmélete, amely a jelenségek tudományos modelljeinek szerepére összpontosít.  Azt állítja, hogy a valóságot ezekre a modellekre alapozva kell értelmezni, és ahol több modell fedi egymást egy adott téma leírásában, ott több, egyformán érvényes valóság létezik. Ebből következik hogy értelmetlen egy modell "igazi valóságáról" beszélni, mivel soha semmiben nem lehetünk teljesen biztosak. Az egyetlen értelmes dolog a modell hasznossága .  A "modellfüggő realizmus" kifejezést Stephen Hawking és Leonard Mlodinow alkotta meg 2010-es A nagy terv című könyvükben.

## Áttekintés
A modellfüggő realizmus azt állítja, hogy minden, amit a „valóságról” tudhatunk, a világképek hálózataiból áll, amelyek a megfigyeléseket úgy magyarázzák, hogy szabályokkal összekapcsolják a modellekben meghatározott fogalmakkal.
 
Egy világkép a megfigyelések halmazának kombinációjából áll, amelyet egy fogalmi modell és a modellfogalmakat a megfigyelésekkel összekapcsoló szabályok kapcsolnak össze. A különböző világképek, amelyek egyformán jól írnak le bizonyos adatokat, mind egyformán érvényesek. Nem követelmény, hogy egy világkép egyedi legyen, vagy akár az sem, hogy a kiválasztott adatok tartalmazzák az összes elérhető megfigyelést. Az összes megfigyelés együttesét jelenleg átfedő világképek hálózata fedi, és ahol átfedés történik többféle, egyformán érvényes világkép létezik. Jelenleg a tudománynak több modellre van szüksége ahhoz, hogy a meglévő megfigyeléseket magába foglalja.
Ha ugyanarra a jelenségre több modellt találunk, az átfedési tartományon belül egyetlen modell sem előnyösebb, mint a többi.

## A modellek kiválasztása
Bár nem utasítja el a „valóság-ahogy-van-önmagában” gondolatát, a modellfüggő realizmus azt sugallja, hogy nem ismerhetjük meg „önmagában a valóságot úgy, ahogy van”, hanem csak egy közelítését. modellek közvetítésével. A modellfüggő realizmus modellszemlélete szintén összefügg a modern tudomány instrumentalista megközelítésével, miszerint egy fogalmat vagy elméletet aszerint kell értékelni, hogy mennyire hatékonyan magyarázza és jósolja meg a jelenségeket, szemben azzal, hogy pontosan írja-e le az objektív valóságot amit lehetetlen megállapítani. Egy modell akkor jó modell, ha: 
1. Elegáns
2. Kevés tetszőleges vagy állítható elemet tartalmaz
3. Összeegyeztethető az összes létező megfigyeléssel, és megmagyarázza azokat
4. Részletes előrejelzéseket készít a jövőbeli megfigyelésekről, amelyek megcáfolhatják vagy meghamisíthatják a modellt, ha nem igazolják be őket.

"Ha az új megfigyelésekhez szükséges módosítások túl barokkossá válnak, az új modell szükségességét jelzi."  Természetesen egy ilyen értékelés szubjektív, ahogy a többi kritérium is.  Hawking és Mlodinow szerint még a ma használatos nagyon sikeres modellek sem felelnek meg ezeknek a kritériumoknak, amelyek aspirációs jellegűek. 

## Fordítás
Ez a szócikk részben vagy egészben  a   Model-dependent realism című angol Wikipédia-szócikk ezen változatának fordításán alapul.  Az eredeti cikk szerkesztőit annak laptörténete sorolja fel. Ez a jelzés csupán a megfogalmazás eredetét és a szerzői jogokat jelzi, nem szolgál a cikkben szereplő információk forrásmegjelöléseként.